# A.swish
A.Swishは千葉県出身のファッションデザイナー/ビートメイカー。
ファッションブランド「EREHWON(エレウォン)」、「HEAVEN ON EARTH(ヘブンオンアース)」の創業者であり、現在はEREHWON STUDIOの名の下様々なプロジェクトを進行している。
ヒップホップ/ラップミュージックや米国の文化にインスピレーションを受けており、Ken CarsonやGunna、Swae Leeらなどとの交友が確認されている。